# استفانی وایت
استفانی وایت (انگلیسی: Stephanie White؛ زادهٔ ۲۰ ژوئن ۱۹۷۷) بازیکن بسکتبال اهل ایالات متحده آمریکا است.
وی در مسابقات کشوری و بین‌المللی در مجموع برندهٔ ۱ مدال نقره شده‌است.